# Duke Ejiofor
Duke Ejiofor (Houston, 24 aprile 1995) è un giocatore di football americano statunitense che milita nel ruolo di outside linebacker per gli Houston Roughnecks della X Football League (XFL).

## Carriera

### Houston Texans
Al college Ejiofor giocò a football alla Wake Forest University dal 2014 al 2017. Fu scelto nel corso del sesto giro (177º assoluto) del Draft NFL 2018 dagli Houston Texans. Nella settimana 2, contro i  Tennessee Titans, nel suo debutto professionistico mise a segno il primo sack in carriera. La sua stagione da rookie si concluse con 9 placcaggi in 12 presenze, nessuna delle quali come titolare.